# Хронограф
„Хронограф“ е международен фестивал за документални филми, провеждан в Кишинев, Молдова и организиран от OWH TV Studio, Съюза на кинодейците (Молдова) и Международната агенция за развитие на младежта (IYDA). Провежда се ежегодно от 2001 г.
Той е сред най-популярните кинофестивали в Югоизточна Европа. Дава възможност избрани неизвестни кинотворци да покажат филмите си на аудиторията и да установят международни контакти в света на документалното кино. Документалистите се срещат в дружелюбна, гостоприемна и неформална обстановка, в която обсъждат перспективи за общи проекти и сътрудничество и запознаване на зрителите с различни киножанрове.